# Frank Minion
Frank Minion (* 3. Januar 1929 in Baltimore) ist ein US-amerikanischer Jazzsänger des Vocalese.

## Leben und Wirken
Minion, der in seinem Gesang Einflüsse des Rhythm and Blues und Reggae verarbeitete, coverte 1954 die Jazzstandards How High the Moon und Sweet Lorraine, begleitet von Lou Bennett (p, org), Glenn Brooks (git) und Phil Harris (kb) und veröffentlicht auf Apollo Records. Nachdem er im April 1956 einen Plattenvertrag bei RCA Victor unterzeichnet hatte, veröffentlichte er die Single Please Send Her Back to Me/How Much Land auf dem RCA-Sublabel Vik. Im September 1958 nahm er die LP The Forward Sound für Bethlehem Records auf.
1960 legte Minion sein zweites (und letztes) Album The Soft Land of Make Believe auf Bethlehem vor, auf dem er u. a. von Roland Alexander, Tommy Flanagan, George Tucker, Dannie Richmond und Bill Evans begleitet wurde und das Vokalversionen der Miles-Davis-Titel Flamenco Sketches, ’Round Midnight und So What enthielt. Minion trat in dieser Zeit mit Evans, Miles Davis, Paul Chambers und Jimmy Cobb auch im New Yorker Jazzclub Birdland auf. Zu seinen bekanntesten Songs zählen Introduction to Black Opium Street, How Much Land (Does A Man Need) (Vik, 1956, mit Howard Biggs and His Orchestra) und Watermelon (1960), außerdem eine Coverversion des Cole-Porter-Klassikers Night and Day. Im Bereich des Jazz war er zwischen 1954 und 1960 an sieben Aufnahmesessions beteiligt. Minion schrieb den Song The Night I Met an Angel. Aus späteren Jahren liegen keine weiteren Aufnahmen des Sängers vor.

## Diskographische Hinweise
- Frank Minion: Complete Recordings 1954-1959 (Fresh Sound Records)